# Phlyctema johnstonii
Phlyctema johnstonii är en svampart som beskrevs av Berk. & Broome 1852. Phlyctema johnstonii ingår i släktet Phlyctema och familjen Dermateaceae.   Inga underarter finns listade i Catalogue of Life.